# Club Natació Banyoles
El Club Natació Banyoles es un club deportivo de la ciudad española de Bañolas, en la provincia de Gerona. Fundado originalmente en 1925, cesó su actividad en 1934, siendo refundado una década más tarde.
Sus instalaciones están ubicadas junto al Estanque de Bañolas, el mayor lago natural del país. Su actividad se centra especialmente en los deportes acuáticos: natación, piragüismo, remo, waterpolo, kayak polo y salvamento y socorrismo; aunque en la actualidad también cuenta con secciones de atletismo y triatlón.

## Historia
El Club Natació Banyoles fue impulsado por un grupo de jóvenes aficionados a la natación, algunos de los cuales habían pertenecido al Club Natació Barcelona, como los hermanos Ramon y Joan Alsius. El club quedó constituido el 30 de diciembre de 1925, en una reunión en el Café de la Dalia, en la calle Canal, 17, de Bañolas. Su primera instalación fue una piscina natural, habilitada en el Lago de Bañolas. En sus primeros años el club concentraba su actividad en los meses de verano, cuando celebraba sus festivales. En 1927 se creó la primera sección del club, la de fútbol. Debido a las discrepancias surgidas en el seno de la entidad, se disolvió el 22 de julio de 1934.
El club se reorganizó en 1944, a raíz de la celebración de la primera Travesía al Lago de Bañolas. Se habilitó una nueva piscina natural, que funcionó hasta que en 1967 se construyó la primera piscina cubierta del club. Las instalaciones fueron completamente renovadas a principios de los años 1990 para albergar las pruebas de remo de los Juegos Olímpicos de Barcelona 1992.

### Natación
La natación ha sido la actividad principal del club desde su fundación. Obtuvo sus mayores éxitos en los años 1960 con Joaquim Pujol, quien fue campeón y plusmarquista de España en varias ocasiones, además del primer deportista olímpico del club.

### Waterpolo
El waterpolo es un deporte jugado en el CN Banyoles desde su fundación, ya que originalmente estaba muy ligado a la práctica de la natación. Sin embargo, el club no contó con un equipo estable de waterpolo hasta los años 1960. El desarrollo de esta sección va ligado a dos hechos: la inauguración de la piscina cubierta en 1967 y la llegada al club del técnico neerlandés Albert Stofberg en 1968. Un año más tarde logró un histórico ascenso a Primera División, la máxima categoría de la Liga española de waterpolo, donde se mantuvo dos temporadas. En 1974 consiguió recuperar la categoría.

### Remo
El CN Banyoles es el club de remo olímpico más laureado en España, con más de 80 títulos nacionales en categoría absoluta, en distintas modalidades.  Aunque la práctica del remo en Bañolas se remonta al siglo XIX, esta sección del club no se creó hasta 1958. Ese mismo año organizó el XIV Campeonato de España de Outriggers. El despegue empezó con la inauguración del campo de regatas internacional en el lago, en 1964, y sobre todo, con la llegada del empresario y mecenas Pedro Abreu y del entrenador Jean Tacher. Durante las décadas de los setenta y de los ochenta el CN Banyoles tuvo la hegemonía del remo olímpico en España, con 15 títulos en la modalidad reina, ocho con timonel, y otros 15 en cuatro con timonel. En esta época pasaron por el club deportistas como Fernando Climent, el primer remero español —y único hasta la fecha— ganador de una medalla olímpica.

### Piragüismo
En 1967 el Lago de Bañolas acogió por primera vez la celebración de un Campeonato de España de Piragüismo. A raíz de este evento, el técnico Albert Stofberg creó el primer equipo de piragüismo del CN Banyoles, formado por nadadoras del club. Participaron en el Campeonato de España de Piragüismo en Aguas Muertas de 1968, celebrado también en Bañolas, donde ganaron una medalla de plata en K4. Este equipo no tuvo continuidad y se desmanteló poco tiempo después.
El club retomó la práctica del piragüismo con la creación de la sección actual, en 1987. Desde entonces, más de una decena de palistas del club  se han proclamado campeones de España. El mayor evento internacional albergado por el club fue el Campeonato Mundial de Piragüismo en Maratón de 2010, donde el representante local Albert Corominas ganó la medalla de plata en K2.

### Salvamento y socorrismo
Albert Stofberg fue quien puso en marcha la primera sección de salvamento y socorrismo del club, en los años 1960. Desmantelada tras la marcha del técnico, fue recuperada en 1997. Desde entonces ha logrado varios éxitos a nivel nacional e internacional, entre los que destacan Elisabeth Masergas, medalla de plata (1999) y de oro (2001) en el Campeonato de Europa y Anabel Navío, campeona de Europa (2003) y del Mundo (2004).

### Otras secciones
La sección de atletismo se creó en los años 1960. En esa época organizó el Cross del Lago de Bañolas. Disuelta por la falta de infraestructuras adecuadas, fue impulsada de nuevo en 1994. Por su parte, la sección de kayak polo se creó en 1998. Finalmente, la sección más joven del club es la de triatlón. Nacida en 1989, fue recuperada en 2008, tras unos años de inactividad.

#### Secciones desaparecidas
A lo largo de la historia el club ha contado con otras secciones, hoy desmanteladas. La primera actividad no acuática practicada en el CN Banyoles fue el fútbol. Iniciada en 1927, en junio de 1928 inauguró su campo de juego. No obstante, tuvo una vida efímera, debido a las discrepancias surgidas entre futbolistas y nadadores del club, lo que motivo el cese de su actividad a finales de 1929. Durante los años 1950 se crearon varias secciones que también tuvieron una corta existencia: balonmano, gimnasia y baloncesto (activa de 1954 a 1959).
Las restricciones legislativas también han afectado a la actividad del club. Es el caso de la sección de motonáutica, creada en 1980, que tuvo que cesar su actividad en 1984 a raíz de la prohibición de este deporte en el Lago de Bañolas. La misma suerte corrieron las históricas secciones de esquí náutico (1958) y de windsurf (1980), ambas prohibidas por el Reglamento de Usos y Actividades del Lago de 1992.

## Presidentes
| - Joaquim Colomer (1925—1929) - Lluís Hostench (1929—1931) - Jaume Butinyà (1931—1934) - Esteve Boschmonar (1944—1946) - Anton Prat (1946—1950) - Xavier Prat (1950—1955) - Josep Maria Gimferrer (1955—1960) - Josep Maria Agustí (1961—1963) | - Llorenç Castañer (1963—1966) - Jordi Gimferrer (1966—1971) - Llorenç Castañer (1971—1993) - Jordi Banal (1993—2001) - Salvador Fontanet (2001—2005) - Joan Anton Abellán (2005—2008) - Àngel Dutras (2008—2015) - Albert Comas (2015—????) |